# Hinduismus in der Schweiz

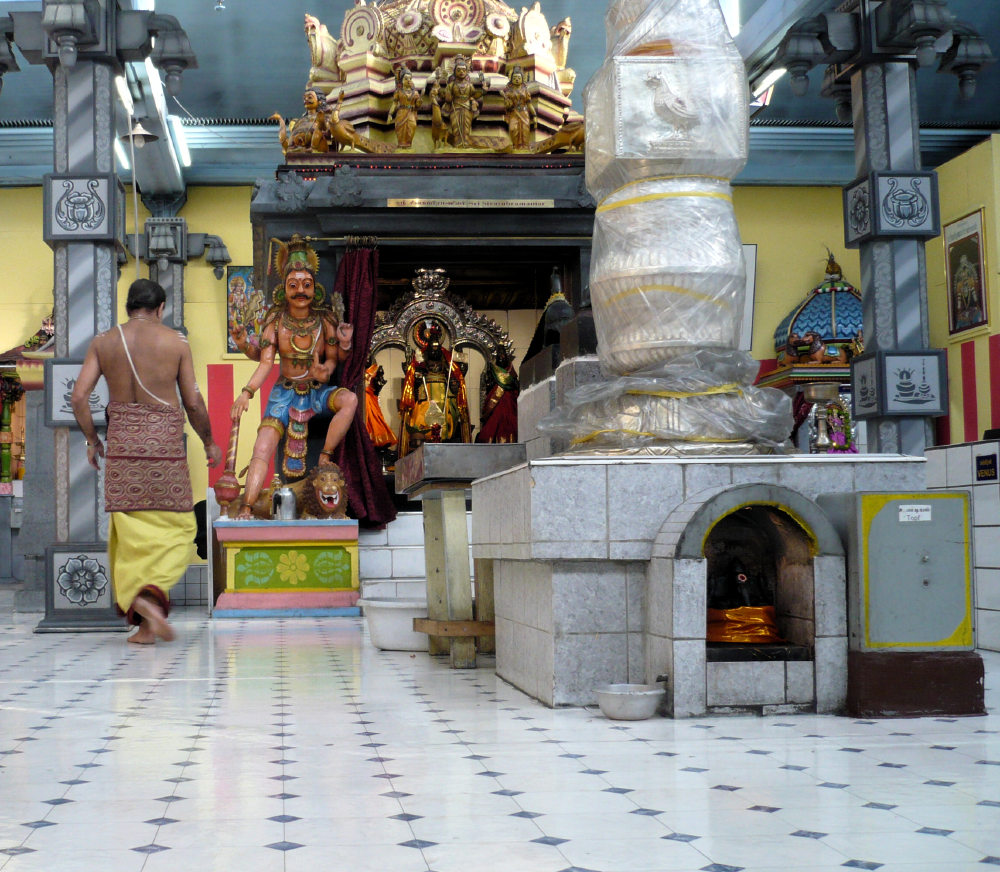
Sri Sivasubramaniar Tempel in Adliswil

Der Hinduismus ist in der Schweiz die drittgrößte Religion nach Christentum und Islam. Im April 2017 bildete sich ein Hinduistischer Dachverband.

## Mitgliederanzahl
Nach der Volkszählung im Jahr 2000 bezeichneten sich 27.839 Einwohner der Schweiz als Hindus (0,38 Prozent der Bevölkerung). Die meisten Hindus sind Tamilen aus Sri Lanka (81,2 Prozent). Etwa ein Drittel der Hindugemeinde der Schweiz hat den Status eines Flüchtlings oder Asylbewerbers.
In früheren Volkszählungen wurden Hindus mit anderen nicht abrahamischen Glaubensgemeinschaften (vor allem Buddhisten) als andere Kirchen und Gemeinschaften zusammengefasst. Diese zählten 0,12 Prozent im Jahr 1970, 0,19 Prozent im Jahr 1980, 0,42 Prozent im Jahr 1990 und 0,78 Prozent im Jahr 2000 (0,38 Prozent Hinduismus, 0,29 Prozent Buddhismus, 0,11 Prozent andere).